# Богучарский 234-й пехотный полк
234-й пехотный Богучарский полк — пехотная воинская часть Русской императорской армии второй очереди. Сформирован для участия в Первой мировой войне.

## История
Сформирован и укомплектован в период июля - августа 1914 года в Воронеже во время объявления всеобщей мобилизации, из кадра, выделенного из 26-го Могилёвского полка.
В августе 1914 года Богучарский пехотный полк вошел в состав формируемой 9-й армии Северо-Западного фронта. В сентябре 1914 года включен в формируемую 10-ю армию Северо-Западного фронта. В начале октября 1914 года полк прибыли в гарнизон крепости Гродно. В январе 1915 г. полк участвовал в операции у Воли Шидловской. 30 апреля 1915 включен в формируемый 36-й армейский корпус Северо-Западного фронта. На 1 января 1916 года входил в 1-й армейский корпус 2-й армии Западного фронта, в составе которого участвовала в Нарочской операции.

## Командиры полка
- полковник Агарков Александр Александрович (16.08.1914 — 28.09.1915)
- полковник Сычев Иван Михайлович (09.10.1915 — 05.02.1916)
- полковник Грейер Карл Адольфович (18.02.1916 —1918)